# Diamond Drive
Diamond Drive var et dansk hård rock-band der blev dannet i den århusianske undergrund i 2006, og eksisterede frem til 2016. De kendetegnedes bl.a. ved et melodisk og aggressivt musikunivers.
I 2009 blev de nomineret i kategorien metal ved Underground Music Awards, og i forbindelse med udgivelsen af EP'en The Infidel's EP var singlen "Infidels" på Metal Hammers kompilation, der indeholder upcoming bands fra hele Europa og i 2011 vandt de Randersmesterskaberne i Rock. De har desuden turneret i England flere gange, bl.a. på The Underworld i London. 
Den 2. september 2016 annoncerede bandet sin opløsning.

## Medlemmer
- Patrick McCaffrey – Guitar (2006 - 2016)
- Anders Berg – Guitar (2006 - 2016)
- Kalle Herborg – Bas (2006 - 2016)
- Troels Pedersen – Vokal (2010 - 2016)
- Nikolaj jensen - Trommer ( 2011 - 2016)

### Tidligere medlemmer
- Jens Moss (2006 – 2009)
- Christoffer Vengsgaard (2006 – 2011)

## Diskografi

### Album
- Temporality  (2013)

### EP'er
- The Early 2007 (2007)
- The Infidel's EP (2008)
- reset-press-play (2010)

### Singler
- "Grab The Flame" (2010)

### Musikvideoer
- Be Gone (2009)
- Shadow of a Ghost (2013)
- Down the Drain (2013)